# 특별 지정 선수
특별 지정 선수 제도(特別指定選手制度)는 일본 축구 협회가 유소년 축구 선수들에게 소속 클럽이나 연맹의 범위를 넘어 높은 수준에서 경기를 할 수 있는 기회를 제공하기 위해 마련된 제도이다. 이 제도는 남자 선수와 여자 선수를 위해 각각 별도로 운영된다. 또한 풋살, 남자 농구, 배구 등에도 유사한 제도가 적용되고 있다. 이 제도의 목적은 선수의 경쟁력을 높이고, 특정 선수가 팀에 미치는 영향을 극대화하는 데 있다.

## 남자 축구
정식 명칭은 JFA·J리그 특별 지정 선수 제도이다. 이 제도의 대상자는 일본 전국 대학 축구 연맹에 소속된 대학 축구부, 또는 전국 고등학교 체육 연맹에 소속된 고등학교 축구부, 일본 클럽 유스 축구 연맹에 가입된 제2종 팀에 등록된 선수로, 일본 국적을 가진(혹은 외국 국적 취급을 받지 않는) 건강한 인물로 한정된다.
본 제도의 주요 목적은 축구 선수로서 가장 성장하는 시기에, 종목이나 연맹의 경계를 넘어서 '개인의 능력에 맞는 환경'을 제공하는 것이다. 이를 위해, 수용하는 J리그 클럽은 해당 선수가 더 높은 능력을 키울 수 있는 환경을 갖추고, J리그 공식 경기에서 적극적으로 출전시킬 계획을 제시해야 한다. 이 조건은 일본 축구 협회에서 인정하는 기준이다. 다만, 일본 축구 협회가 해당 선수를 추천한 경우에는 이 조건이 적용되지 않는다.
J리그 클럽은 소속 팀, 선수 본인과 합의한 후, 일본 축구 협회(JFA) 기술 위원회에 신청서, 각서, 활동 계획서, 메디컬 체크 결과를 제출한다. 기술 위원회에서 승인을 받은 경우, 그 내용이 클럽에 통보되며, J리그 선수증이 발급된다.
수용하는 클럽은 매월 활동 보고서와 다음 달의 활동 계획서를 JFA에 제출하고 승인을 받을 의무가 있다. 만약 보고서나 계획서에 기재된 실적이 제도에 부합하지 않는다고 판단되면, 인증이 취소될 수 있다.
이 제도는 1998년에 강화 지정 선수라는 이름으로 시작되었으며, 당시에는 고등학생만을 대상으로 했다. 1999년에는 야노 하야토(데이쿄 고등학교)가 베르디 카와사키(현 도쿄 베르디)에서 출전하면서, 제도를 통해 실제로 J리그 공식 경기에서 출전한 첫 사례가 되었다. 그 이후 매년 약 10명이 강화 지정을 받았지만, 공식전에 출전한 선수는 매우 적었다.

이러한 반성을 바탕으로, 2003년부터 제도가 변경되어 특별 지정 선수라는 명칭으로 바뀌었으며, 주요 변경 사항은 대학생에 대한 문호 개방, 지정 기간의 단축(1년 → 4개월), J리그 클럽에서의 능동적인 신청 등이 있었다. 또한 지정 기간은 2004년부터는 1개월 단위로 더 짧아졌다.
2018년부터는 수용하는 J리그 클럽에서 프로 선수로 가입이 내정된 선수(계약 내정 선수)가 조건이 되었다. 하지만 이로 인해 고등학생이나 대학 1·2학년 선수가 해당되기 어려워졌다는 점을 고려하여, 2024년부터는 프로 선수와의 경기 및 훈련 경험을 통해 큰 성장이 예상되는 선수를 JFA가 추천하고, 동일한 지역 내 J리그 클럽에 수용을 요청하는 'JFA 추천 특별 지정 선수'제도가 도입되었다.

## 여자 축구
JFA·WE리그/나데시코리그 특별 지정 선수 제도는 2007년에 설립된 일본 여자 축구의 특별 지정 선수 제도이다. 대상자는 일본 축구 협회(JFA)에 등록된 선수 중, 일본 여자 프로 축구 리그(WE리그) 및 일본 여자 축구 리그(나데시코 리그) 1부, 그리고 해당 리그 소속 클럽의 하부 조직에 소속되지 않은 선수이다. 남자 제도와 비교하여 다음과 같은 차이점이 있다.
- 심사를 담당하는 조직이 남자 제도의 기술 위원회가 아닌 여자 위원회이다.
- 남자 제도보다 수용 클럽의 자율성이 제한된다. 추천된 선수만 특별 지정 선수로 인정되며, 여자 위원회가 수용 클럽을 조정하므로 모든 클럽이 수용할 수 있는 것은 아니다.

특별 지정 선수는 여자 위원회 위원, 여자 국가대표팀 코칭 스태프, 내셔널 트레이닝 센터 코치 등의 추천을 통해 결정된다. 이후 위원회에서 선수 및 소속 클럽의 동의를 얻은 뒤, 후보 선수 목록이 리그에 전달된다.
여자 위원회가 수용할 클럽을 조정한 후, 일본 축구 협회, 선수 및 보호자, 선수 소속 클럽, 수용 클럽, 선수의 학교 등 5자 간 협의를 통해 활동 기간과 계획이 결정된다. 이후 관련 기관(리그, 전일본 대학 여자 축구 연맹 등)의 확인을 거쳐, 최종적으로 여자 위원회에서 특별 지정 선수로 승인하고, 이를 수용 클럽에 통보한 후 선수증을 발급한다. 이후 5자 간 각서를 작성하고, 기술 위원회 및 이사회에 보고된다.
활동 기간은 리그 시즌 전체에 걸쳐 설정될 수 있지만, 필요에 따라 중도 해제도 가능하다.

## 풋살
2014년에 설립된 제도로, 일본 축구 협회(JFA)에 풋살 선수로 등록된 선수 중 일본 풋살 리그에 출전하지 않는 팀에 소속된 선수를 대상으로 한다. 이 선수들은 F리그 소속 클럽에서 수용된다.
신청 및 심사
신청은 풋살 위원회에서 심사 및 승인하며, 선수는 3개월 단위로 활동 보고서를 제출해야 한다. 활동 실적이 인정될 경우 인정 기간을 연장할 수 있으며, 한 클럽에서 동시에 등록할 수 있는 선수는 최대 3명으로 제한된다.

## 농구
2016년 B.LEAGUE 출범과 함께 도입된 제도로, 16세부터 22세까지(이전 시즌 4월 1일 기준)인 일본 국적 보유 선수를 대상으로 한다.
본 제도를 통해 '전일본 대학 농구 연맹' 및 '전국 고등학교 체육 연맹' 소속 팀의 선수들은 기존 대학 또는 고등학교 등록을 유지한 상태에서 프로 무대에서 뛸 수 있다. 선수의 수용처는 B.LEAGUE(B1·B2) 및 B3 리그 소속 클럽이 된다.
각 클럽은 정규 13명의 선수 등록 슬롯과 별도로 최대 2명의 특별 지정 선수를 등록할 수 있다.

## 배구
2024년 SV리그(SVL) 출범과 함께 도입되었으며, 22세 이하(이전 시즌 4월 1일 기준)인 일본 국적 보유 선수를 대상으로 한다.
본 제도를 통해 일본 배구 협회에 가입된 다른 연맹(대학 등)에 소속된 선수는 기존 등록을 유지한 상태에서 공식 경기에 출전할 수 있다. 다만, 이 경우 선수 계약은 노 프로(non-pro) 선수로 분류된다. 다른 연맹에 등록되지 않은 선수는 프로 선수 또는 노 프로 선수 중 선택이 가능하다.